# Сафари, Бехранг
Бехра́нг Сафари́ (перс. بهرنگ صفری‎, швед. Behrang Safari; родился 9 февраля 1985, Тегеран, Иран) — шведский футболист иранского происхождения, выступающий за клуб «Лундс». Играет на позиции левого защитника, реже — на позиции левого вингера.

## Карьера

### Клубная
Переехав в возрасте двух лет вместе с семьёй из Ирана в Швецию, начал заниматься футболом в молодёжном клубе «Лундс». Позже стал игроком молодёжной команды «Мальмё». Дебютировал в Аллсвенскан в июле 2004 года, сыграл в том сезоне 3 матча и стал чемпионом Швеции. С сезона 2006 года стал футболистом основного состава.
15 июня 2008 года Сафари перешёл в швейцарский клуб «Базель». Первый матч за «Базель» в чемпионате Швейцарии сыграл 23 июля, поучаствовав в победе клуба над «Грассхоппером», а уже 30 июля дебютировал во втором квалификационном раунде Лиги чемпионов 2008/09 в матче против «Гётеборга». Первый и единственный гол за «Базель» забил 7 февраля 2010 года в ворота клуба «Янг Бойз». Сафари в составе «Базеля» выиграл «дубль» в сезоне 2009/10, а в сезоне 2010/11 ещё раз выиграл чемпионат. Всего за три года в «Базеле» принял участие в 94 играх чемпионата Швейцарии.
30 мая 2011 года подписал контракт с бельгийским «Андерлехтом». Впервые вышел на поле в составе команды 29 июля во встрече с «Ауд-Хеверле Лёвеном», а в квалификации Лиги Европы против турецкого «Бурсаспора» сыграл 18 августа. В первом же сезоне стал с «Андерлехтом» чемпионом Бельгии. Контракт Сафари с клубом действует до 2014 года.
24 июня 2013 года было объявлено о возвращение Сафари в состав «Базеля». После возвращения Сафари с Базелем участвовал в Лиге чемпионов 2013/14. В конце сезона 2013/14 Сафари выиграл свой третий чемпионат с Базелем. Он также достиг финала Кубка Швейцарии 2013/14, но Базель проиграл 0:2 «Цюриху» после дополнительного времени. В следующем сезоне Сафари стартовал за «Базель» в качестве левого защитника. Он также выиграл швейцарскую Суперлигу 2014/15, его шестой последовательный титул лиги и седьмой в целом. Под руководством тренера Урса Фишера Сафари выиграл чемпионат 2015/16 в пятый раз с «Базелем».
18 января 2016 года было объявлено, что Сафари вернется в Мальмё, когда его контракт с «Базелем» истек в конце сезона 2015/16.

### В сборной
Сафари был вызван в сборную Швеции на матчи её товарищеского турне в январе 2008 года. Он принял участие во всех трёх играх: со сборной Коста-Рики (1:0), сборной США (2:0) и сборной Турции (0:0). Именно после его передачи Самуэль Хольмен забил единственный мяч в ворота сборной Коста-Рики.
12 октября 2010 года в отборочном матче против сборной Нидерландов ошибка Сафари привела ко второму мячу голландцев в ворота шведской команды, после перерыва из-за ошибки он был заменён на Оскара Вендта.
Сафари был включён в заявку шведской сборной на чемпионат Европы 2012 года.

## Достижения
«Мальмё»
- Чемпион Швеции (3): 2004, 2016, 2017

«Базель»
- Чемпион Швейцарии (5): 2009/10, 2010/11, 2013/14, 2014/15, 2015/16
- Обладатель Кубка Швейцарии: 2009/10

«Андерлехт»
- Чемпион Бельгии (2): 2011/12, 2012/13
- Обладатель Суперкубка Бельгии: 2012